# シーン・P

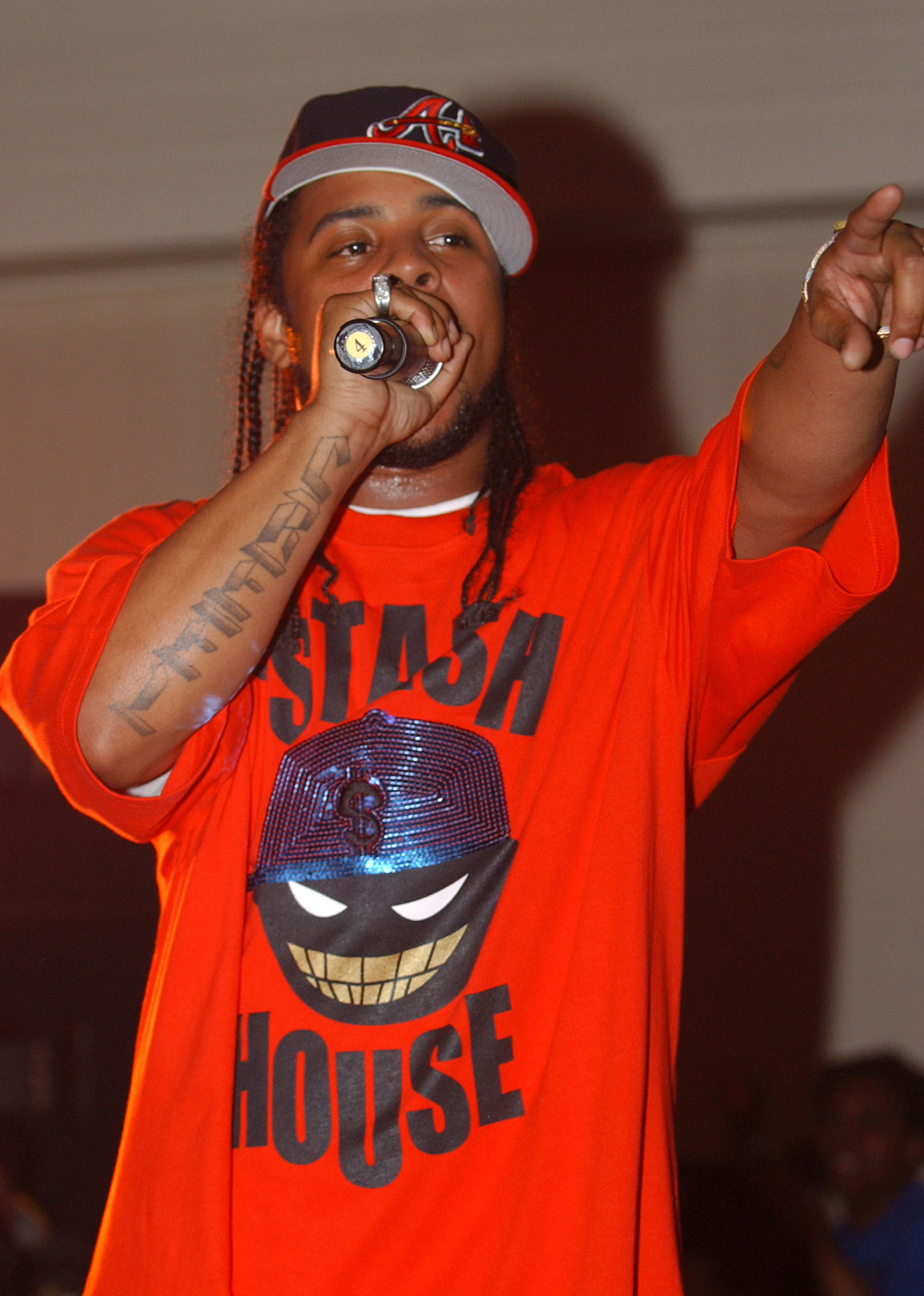
ショーン・P

ショーン・P（Sean P）、本名ショーン・ポール・ジョセフ（Sean Paul Joseph, 1979年3月7日 - ）は、アメリカ合衆国ジョージア州出身のラッパー。

## プロフィール
アメリカ合衆国ジョージア州ディケーター出身。J-Boと共にYoungBloodZのメンバーである。以前はJ-Boと組んでラップをやっておらず、他のアーティストのシングル曲に参加していた。

## 楽曲

### アルバム
- 2007年: Hood Anthems
- 2008年: Very Necessary

### シングル
- 2007年: "U Ain't Know" (featuring T-Pain)
- 2008年: "Everywhere We Go" (featuring DJ Khaled & Dre)
- 2008年: "I'm A Hoodstar"